# Montecatini Val di Cecina
Montecatini Val di Cecina is een gemeente in de Italiaanse provincie Pisa (regio Toscane) en telt 1942 inwoners (31-12-2004). De oppervlakte bedraagt 155,7 km², de bevolkingsdichtheid is 12 inwoners per km².
De volgende frazioni maken deel uit van de gemeente: Buriano, Casaglia, Gello, La Sassa, Miemo, Mocajo, Ponteginori, Querceto.

## Demografie
Montecatini Val di Cecina telt ongeveer 836 huishoudens. Het aantal inwoners daalde in de periode 1991-2001 met 7,8% volgens cijfers uit de tienjaarlijkse volkstellingen van ISTAT.
| Jaar | Inwoneraantal |
| ---- | ------------- |
| 1991 | 2178          |
| 2001 | 2008          |

## Geografie
De gemeente ligt op ongeveer 416 m boven zeeniveau.
Montecatini Val di Cecina grenst aan de volgende gemeenten: Bibbona (LI), Guardistallo, Lajatico, Montescudaio, Monteverdi Marittimo, Pomarance, Riparbella, Volterra.